# Cuádruple homicidio de Washington D.C. en 2015
El 14 de mayo de 2015, tres miembros de la familia Savopoulos, Savvas, Amy y su hijo Philips, como así también su ama de llaves, Veralicia Figueroa, fueron asesinados en el hogar de los Savopoulos en Washington D. C. Las víctimas fueron retenidas como rehenes por 19 horas, empezando el 13 de mayo. Philip de 10 años fue torturado con el fin de obligar a la familia a pagar $40.000 en efectivo.  El perpetrador los retuvo con cinta adhesiva antes de asesinarlos, luego prendió fuego el hogar. Todos sufrieron contusiones por golpes con objetos contundentes y Philips además fue apuñalado.
El 25 de octubre de 2018, el acusado Daron Wint, un soldador despedido de la empresa perteneciente a Savvas Savopoulos, fue hallado culpable de 20 cargos de secuestro, extorsión y homicidio.  Fue condenado a 4 cadenas perpétuas sin libertad condicional.

## Robo y asesinato
Los perpetradores robaron $40.000 en efectivo de la familia luego de que un asistente, Jordan Wallace, se lo dejó en el hogar. También sustrajeron el Porsche azul de la familia, que luego fue encontrado quemado en el estacionamiento de una iglesia, en Maryland.
El 14 de mayo de 2015, la casa de los Savopoulos, al Noroeste de Washington, fue avistada incendiándose y los bomberos fueron llamados. Descubrieron los tres cuerpos de la familia Savopoulos y su ama de llaves. La policía determinó que el incendio había sido intencional y que las víctimas tenían heridas de armas contundentes y armas blancas, llevándolos a catalogar las muertes como homicidios.

## Víctimas
Los Savopoulos eran una prominente familia de clase alta en el vecindario de Woodley Park, en el Noroeste de Washington. Savvas Savopoulos era el CEO y presidente de American Iron Works, una empresa de construcción que jugaba un rol importante en la construcción del Centro Verizon.
Las víctimas fueron:
- Savvas Phillip Savopoulos, de 46 años, un empresario prominente del área
- Amy Clare Savopoulos (de soltera, Martin), de 47 años, la esposa de Savvas
- Philip Savvas Savopoulos, de 10 años, su hijo
- Veralicia Figueroa, de 57 años, su ama de llaves

Las dos hijas adolescentes, Abigail y Katerina Savopoulos, no estaban presentes en la escena cuando los cuatro fueron asesinados.

## Sospechoso
Daron Dylon Wint (nacido el 27 de noviembre de 1980) fue identificado por la policía como el principal sospechoso en el caso. Fue hallado al haber coincidido su ADN con el que se había encontrado en la corteza de una pizza de Domino's que fue enviada a la casa el 13 de mayo, mientras la familia aparentemente estaba cautiva. Era un soldador certificado que anteriormente había trabajado en American Iron Works, llevando a la policía a creer que los asesinatos no fueron al azar.
Wint es originalmente de Guyana, e inmigró a los Estados Unidos en 2000. Fue un recluta del Cuerpo de Marina de los Estados Unidos pero fue dado de baja antes de concluir su entrenamiento debido a razones médicas. Tiene un largo historial criminal: fue condenado en Maryland en 2009 por asalto en segundo grado y sentenciado a 30 días de prisión, también se declaró así mismo culpable del crimen de destrucción maliciosa de propiedad en 2010 como parte de un trato para que un cargo de hurto fuera desestimado. También ha sido acusado de robo, asalto, una ofensa sexual y posesión de armas.
Luego de que el ADN de Wint coincidiera, una orden fue expedida para su arresto bajo el cargo de homicidio en primer grado. Wint fue encontrado y arrestado el 21 de mayo de 2015, al Noreste de Washington, una semana después de los asesinatos, y fue acusado de homicidio en primer grado.
Los fiscales creen que Wint habría contado con ayuda para cometer los crímenes y que no había actuado solo. Hasta la fecha, Wint es la única persona acusada de las muertes.

## Reacciones
El abogado Robin Ficker dijo que Wint no parecía violento cuando lo representó en casos anteriores. "Mi impresión de él, lo recuerdo bastante bien, es que no parecía capaz de lastimar ni a una mosca. Parecía una muy buena persona" dijo Ficker. Pintó a Wint como "bondadoso y gentil" y añadió que las autoridades habían arrestado al "tipo equivocado" en el caso Savopoulos, alegando que "han cometido un gran error". Ficker también dijo que la familia de Wint le había dicho que "a él no le gusta la pizza y que nunca come pizza", refiriéndose al ADN hallado en la corteza de una pizza en la escena del crimen.
El padre de Wint dijo que su hijo debería "sufrir las consecuencias" si era hallado culpable.
Luego de casi dos años, la casa de 5 habitaciones y 6 baños fue demolida. Localizada en el vecindario Tony, cerca de la Catedral Nacional, la propiedad alguna vez fue valuada en $4.5 millones, pero fue vendida unos meses después de los asesinatos por solo $3 millones.
La otra ama de llaves, Nelly Gütierrez, quien trabajó para la familia Savopoulos por casi dos décadas y estaba trabajando en otro lugar el día de los homicidios, habló luego de dos años.

## Juicio
La fecha del juicio de Daron Wint fue establecida el 3 de febrero de 2017 y se decidió que sería el 4 de septiembre de 2018. El juicio comenzó con los alegatos de apertura el 11 de septiembre de 2018.
El 25 de octubre de 2018, el defendido fue hallado culpable de 20 cargos de secuestro, extorsión y homicidio.  Wint fue sentenciado a cadena perpetua sin posibilidad de libertad condicional.